# 鄭琬融
鄭琬融（1996年—），台灣詩人。國立東華大學華文文學系畢業，目前就讀於國立台北藝術大學文學跨域創作所。詩集《我與我的幽靈共處一室》獲得第七屆楊牧詩獎，並入圍台灣文學金典獎。曾入選第十七屆雲門舞集流浪者計畫，並擔任2022年台灣文學基地駐村作家。

## 出版作品

### 詩集
- 《我與我的幽靈共處一室》（木馬文化，2018 ISBN 9786263140097）
- 《醒來，奶油般地》（木馬文化，2024 ISBN 9786263146334）

## 相關評論
國立東華大學教授張寶云認為《我與我的幽靈共處一室》是一部生命中不能承受之輕的詩集，詩人也許將徘徊於特麗莎與薩賓娜的角色選擇。對於獲得林榮三文學獎的詩作，詩人鴻鴻稱讚是「台灣生態詩的代表」。